# Leptodoridae
Leptodoridae is een familie van kreeftachtigen uit de klasse van de Branchiopoda (blad- of kieuwpootkreeftjes).

## Geslacht
- Leptodora Lilljeborg, 1861